# Bataille de Mišar
La bataille de Mišar s'est déroulée du 12 au 15 août 1806, conclue par une victoire du mouvement du soulèvement serbe contre les Ottomans. Cette bataille est la plus grande victoire du Premier soulèvement serbe contre l'Empire ottoman. Elle se déroula sur la montagne de Mišar du 13 au 15 août 1806.